# Factory 81
Factory 81 war eine US-amerikanische Nu-Metal-Band aus Detroit, Michigan, die 1997 gegründet wurde und sich 2003 auflöste.

## Geschichte
Die Band wurde im Jahr 1997 gegründet. Nach mehreren Wechseln fand sich mit dem Sänger Nathan Wallace, dem Gitarristen Bill Schultz, dem Bassisten Kevin Lewis und dem Schlagzeuger Andy Cyrulnik eine feste Besetzung. Der Bandname stammte von Wallace, der durch den gleichnamigen Aufdruck eines seiner Shirts dazu inspiriert wurde. Der Name hat keine tiefere Bedeutung. Es schlossen sich die ersten Demos sowie lokale Auftritte an. Daraufhin wurde das Label Medea Records, worüber 1999 das Debütalbum Mankind erschien. Für das Lied Nanu wurde außerdem ein Musikvideo gedreht. Das Album sollte ursprünglich den Namen „Manking“ haben, allerdings hatte ein Detroiter E-Zine einen Tippfehler in einer Werbeanzeige für das Album gemacht. Der Band sagte der veränderte Titel jedoch zu, weshalb kurz vor der Albumpressung der Name geändert wurde. Im folgenden Jahr wurde das Album mit unveröffentlichtem Material und Live-Liedern technisch verbessert wiederveröffentlicht. Die Veröffentlichung fand in diesem Jahr bei Uptown Records sowie The Orchard statt. Im Oktober 2000 steuerte die Gruppe eine Coverversion des Cypress-Hill-Liedes Insane in the Brain für den Sampler Take a Bite Outta Rhyme: A Rock Tribute to Rap bei. Gegen Ende des Jahres wurden Auftritte mit Kittie, Mudvayne, Apartment 26 und Nonpoint abgehalten. Im Sommer 2001 ging es mit Ill Niño, 40 Below Summer und Chimaira auf Tour. Zudem wurden zwei Lieder für eine Split-Veröffentlichung mit Lifer aufgenommen. Nach einer Tournee durch Japan nahm die Band im Frühjahr 2002 zwölf Lieder für ein zweites Album auf. Factory 81 unterzeichnete zunächst einen Vertrag bei Jive Records, trennte sich 2002 jedoch wieder von dem Label. Daraufhin machte sich die Band auf die Suche nach einem anderen Label, um ihr Album zu veröffentlichen. Dies blieb jedoch ergebnislos. 2003 gaben Lewis und Cyrulnik ihr Ausscheiden bekannt, was das Ende für die Band bedeutete und die Veröffentlichung ausblieb.

## Stil
Laut Christian Graf im Nu Metal und Crossover Lexikon vermischt die Band „knallharten Metal mit urbanem Funk, dunklen Grooves und auffällig melodischen Gesangslinien“. Mike DaRonco von Allmusic schrieb über die Band, dass sie eine Mischung aus stampfendem Metal und New School Hardcore im Stil von Earth Crisis, Hatebreed und Strife spielt. Im Interview mit voxonline.com gab Andy Cyrulnik Jazz, Fusion, Weltmusik und Tool als Einflüsse an. Borivoj Krgin von Blabbermouth.net schrieb über Mankind, dass hierauf gesichtsloser und gewöhnlicher Nu Metal im Stil von Relative Ash, Slaves on Dope und Primer 55 zu hören ist. Factory 81 versuche Gruppen wie Deftones, Limp Bizkit und Korn zu imitieren, was einer Band wie etwa Taproot jedoch besser gelinge.

## Diskografie
- 1997: Crawl Space (Demo, Eigenveröffentlichung)
- 1999: Mankind (Album, Medea Records)
- 2001: Lifer / Factory 81 (Split mit Lifer, Universal Music Group)